# Sylvester vs. Austria
Cauza Sylvester vs. Austria (petițiile numerele 36812/97 și 40104/98, hotărârea din 24 aprilie 2003) reprezintă o cazuistică a Curții Europene a Drepturilor Omului. În acest caz instanța a tratat atât articolul 6 (desfășurarea proceselor într-un termen rezonabil), cât și articolul 8 (Dreptul la respectarea vieții private și de familie).
Reclamantul, cetățeanul american Thomas Sylvester, s-a căsătorit în aprilie 1994 cu o cetățeană austriacă și s-au stabilit în Statele Unite; în luna septembrie a aceluiași an s-a născut fetița Carina Sylvester lor. Un an mai târziu, pe 30 octombrie 1995, mama copilului a părăsit Statele Unite împreuna cu fetița lor, dar fără consimțământul reclamantului și s-a stabilit în Austria, iar ambele părți au început procedura de divorț în statele lor. A doua zi după plecarea soției sale din Statele Unite împreună cu copilul lor, reclamantul a solicitat întoarcerea copilului în Statele Unite în baza prevederilor Convenției de la Haga din 1980; un tribunal din Graz (Austria) a emis un ordin în acest sens pe 20 decembrie 1995; atât apelul, cât și recursul mamei copilului împotriva acestui ordin au fost respinse, iar reclamantul a solicitat pe 27 februarie 1996 punerea în practică a ordinului.
În mai 1996 o încercare de punere în practică a acestui ordin nu a avut succes, copilul nefiind găsit la domiciliul mamei sale; ulterior mama copilului și-a schimbat domiciliul, rezultând în alte procese și apeluri pro sau contra executării ordinului de întoarcere. În octombrie 1996, la un an de la plecarea copilului din Statele Unite, Curtea Supremă a Austriei a anulat ordinul de întoarcere, observând că în cursul ultimului an condițiile s-au schimbat, mama a devenit principala persoană de referință a copilului și acesta nu mai avea nici un fel de legături cu tatăl său, pe care nu îl mai văzuse de multă vreme; acțiunile în justiție au continuat în anul 1997; în decembrie 1997 custodia copilului a fost acordată de către instanțele austriece mamei sale.
Reclamantul s-a plâns atât de lipsa de implicare a autorităților statului austriac în punerea în practică a ordinului de întoarcere (încălcare a articolului 8), cât și de faptul că Curtea Supremă Austriacă a considerat oportună reluarea argumentației din ordinul de întoarcere, la momentul respectiv final (încălcare a articolului 6).

## Concluzii
Instanța a hotărât că a existat într-adevăr o violare a articolului 8 prin faptul că autoritățile austriece nu au luat toate măsurile pentru punerea în practică a ordinului de întoarcere, astfel că viața de familie a reclamantului a fost încălcată.
În ceea ce privește articolul 6, Curtea a hotărât că nu este necesar să se pronunțe.
Reclamantul a primit 20.000 de euro drept daune morale și alte 22.000 de euro drept cheltuieli, față de sumele de circa 10 ori mai mari cerute inițial.